# أل تروست
أل تروست (بالإنجليزية: Al Trost) هو لاعب كرة قدم ومدرب كرة قدم أمريكي في مركز الوسط، ولد في 7 فبراير 1949 في سانت لويس في الولايات المتحدة. شارك مع منتخب الولايات المتحدة لكرة القدم. أما مع النوادي، فقد لعب مع سانت لويس ستارز وسياتل ساوندرز.

## وصلات خارجية
- أل تروست على موقع ناشيونال فوتبول تيمز (الإنجليزية)
- أل تروست على موقع عالم كرة القدم.نت (الإنجليزية)
- أل تروست على موقع اللجنة الأولمبية الدولية (الإنجليزية)
- أل تروست على موقع أوليمبيديا (الإنجليزية)